# Ајнзацгрупе
Ајнзацгрупе (превод: оперативне групе) биле су специјалне нацистичке јединице које су оперисале на запоседнутим територијама и чија је улога била да тероришу месно становништво, да ликвидирају нежељене људе, расно прогоњене и одстране потенцијалну опозицију. Из административног погледа биле су потчињене РСХА (Рајхсзихерхајтцхауптамт  ; превод: главна управа сигурности рајха) у Берлину под водством Рајнхарда Хајдриха а касније Ернста Калтенбрунера.

## Историја
Јединице Ајнзацгрупа биле су успостављене још пре аншлуса Аустрије и разбијањем Чехословачке. После инвазије на Пољску ове јединице су имале задатак да тероришу становништво, да ликвидирају непожељне и пре свега Јевреје, пољску интелигенцију и свештенство. У мају 1941. настале су јединице за подручје Совјетског Савеза за настајућу операцију Барбароса. Јединице у броју од 1.000 - 3.000 чланова делиле су се у Ајнзацкоманде или Зондеркоманде чије су вође били припадници СС јединица и разне врста припадника полиције. Ајнзатцгрупе су у почетку претежно убијале Јевреје док су касније, крајем лета 1941. године убијале без обзира да ли су мушкарци, жене или деца.

## Суђење
По завршетку Другог светског рата, 24 високих официра ајнзацгрупа је процесуирано на суђењу припадницима Ајнзацгрупа током 1947 и 1948, што је представљало део накнадних нирнбершких суђења које је спровела Војска Сједињених Држава. Лица су оптужена за злочине против човечности, ратне злочине и чланство у СС (која је проглашена криминалном организацијом). Између осталог је изречено 14 смртних казни и две казне доживотног затвора; само четири смртне казне су извршене, 7. јуна 1951; остале су замењене блажим казнама. Још четворици вођа ајнзацгрупа је суђено у другим земљама и над њима су спроведене смртне казне.
Неколико вођа ајнзацгрупа, укључујући Олендорфа, је на суђењима тврдило да су пре почетка операције Барбароса добили наређење које је од њих захтевало да побију све совјетске Јевреје. Још увек није пронађен ниједан доказ да је такво наређење икада издато. Немачки тужилац Алфред Штрајм је истакао да ако би се утврдило да је такво наређење издато, послератни судови би могли да осуде вође ајнзацгрупа само као саучеснике у масовним убиствима. Међутим, ако би се установило да су ајнзацгрупе чиниле масовна убиства без наређења они би могли бити осуђени као починиоци масовних убистава, што би са собом повлачило строже казне, укључујући и смртну казну.
Штрајм је закључио да је постојање раног свеобухватног наређења у ствари фабрикација начињена за потребе Олендорфове одбране. Ова теорија је данас широко прихваћена међу историчарима. Немачки историчар Петер Лонгерих истиче да је већина наређења које су вође ајнзацгрупа добијале — посебно ако су се тицала криминалних активности — била неодређена и завијена у терминологију која је имала специфично значење за чланове режима. Вођама су даване инструкције да морају да буду „жестоки“ и „чврсти“; све Јевреје је требало посматрати као потенцијалне непријатеље са којима се требало опходити немилосрдно. Британски историчар, сер Ијан Кершоу је мишљења да су Хитлерове апокалиптичне опаске пре Барбаросе о неопходности рата без милости како би се „истребиле“ снаге „јудео-бољшевизма“ биле интерпретиране од стране команданата ајнзацгрупа као дозвола и охрабрење да се упусте у екстремно антисемитско насиље, и сваки командир је по свом мишљењу одређивао колико далеко је спреман да иде.
Већина починилаца нацистичких ратних злочина никада није оптужена и мирно су се вратили цивилном животу. Западнонемачка централна канцеларија тужилаштва за нацистичке ратне злочинце је оптужила само око стотињак бивших припадника ајнзацгрупа. Како је време пролазило постајало је све теже да се подигну оптужнице; сведоци су постајали све старији и све мање способни да понуде корисно сведочење. Финансирање суђења није било адекватно, а владе Аустрије и Немачке нису биле превише заинтересоване да процесуирају ратне злочине, желећи да забораве нацистичку прошлост.

### Књиге и часописи
- Browning, Christopher; Matthäus, Jürgen (2004). The Origins of the Final Solution: The Evolution of Nazi Jewish Policy, September 1939 – March 1942. Comprehensive History of the Holocaust. Lincoln: University of Nebraska Press. ISBN 978-0-8032-1327-2.
- Conze, Eckart; Frei, Norbert; Hayes, Peter; Zimmermann, Moshe (2010). Das Amt und die Vergangenheit : deutsche Diplomaten im Dritten Reich und in der Bundesrepublik (на језику: German). Munich: Karl Blessing. ISBN 978-3-89667-430-2.
- Craig, William (1973). Enemy at the Gates: The Battle for Stalingrad. Old Saybrook, CT: Konecky & Konecky. ISBN 978-1-56852-368-2.
- Crowe, David (2007) [2004]. Oskar Schindler: The Untold Account of his Life, Wartime Activities and the True Story Behind the List. New York: Basic Books. ISBN 978-0-465-00253-5.
- Dams, Carsten; Stolle, Michael (2012) [2008]. Die Gestapo: Herrschaft und Terror im Dritten Reich. Becksche Reihe (на језику: German). Munich: Beck. ISBN 978-3-406-62898-6.
- Evans, Richard J. (2008). The Third Reich at War. New York: Penguin Group. ISBN 978-0-14-311671-4.
- Gerwarth, Robert (2011). Hitler's Hangman: The Life of Heydrich. New Haven, CT: Yale University Press. ISBN 978-0-300-11575-8.
- Haberer, Erich (2001). „Intention and Feasibility: Reflections on Collaboration and the Final Solution”. East European Jewish Affairs. 31 (2): 64—81. OCLC 210897979. doi:10.1080/13501670108577951.
- Hilberg, Raul (1985). The Destruction of the European Jews. New York: Holmes & Meier. ISBN 978-0-8419-0832-1.
- Hillgruber, Andreas (1989). „War in the East and the Extermination of the Jews”.  Ур.: Marrus, Michael. Part 3, The "Final Solution": The Implementation of Mass Murder, Volume 1. The Nazi Holocaust. Westpoint, CT: Meckler. стр. 85—114. ISBN 978-0-88736-266-8.
- Kershaw, Ian (2008). Hitler, the Germans, and the Final Solution. New Haven, Conn.: Yale University Press. ISBN 978-0-300-12427-9.
- Klee, Ernst; Dressen, Willi; Riess, Volker (1991). "The Good Old Days" – The Holocaust as Seen by its Perpetrators and Bystanders. Trans. Burnstone, Deborah. New York: MacMillan. ISBN 978-0-02-917425-8. (originally published as Klee, Ernst; Dreßen, Willi; Rieß, Volker (Hrsg.) (1988). Schöne Zeiten. Judenmord aus der Sicht der Täter und Gaffer. (на језику: German). Frankfurt / Main: S. Fischer. ISBN 978-3-10-039304-3.
- Larsen, Stein Ugelvik (2008). Meldungen aus Norwegen 1940-1945: Die geheimen Lagesberichte des Befehlshabers der Sicherheitspolizei und des SD in Norwegen, 1 (на језику: German). Munich: Oldenburg. ISBN 978-3-486-55891-3.
- Longerich, Peter (2010). Holocaust: The Nazi Persecution and Murder of the Jews. Oxford; New York: Oxford University Press. ISBN 978-0-19-280436-5.
- Longerich, Peter (2012). Heinrich Himmler: A Life. Oxford; New York: Oxford University Press. ISBN 978-0-19-959232-6.
- MacLean, French L. (1999). The Field Men: The SS Officers Who Led the Einsatzkommandos—The Nazi Mobile Killing Units. Schiffer Military History. Madison, WI: Schiffer. ISBN 978-0-7643-0754-6.
- Mallmann, Klaus-Michael; Böhler, Jochen; Matthäus, Jürgen (2008). Einsatzgruppen in Polen : Darstellung und Dokumentation. Veröffentlichungen der Forschungsstelle Ludwigsburg der Universität Stuttgart (на језику: German). Darmstadt: Wissenschaftliche Buchgesellschaft. ISBN 978-3-534-21353-5.
- Mallmann, Klaus-Michael; Cüppers, Martin (2006). Crescent and Swastika: The Third Reich, the Arabs and Palestine. Ann Arbor: University of Michigan Press. ISBN 978-3-534-19729-3.
- Mallmann, Klaus-Michael; Cüppers, Martin; Smith, Krista (2010). Nazi Palestine: The Plans for the Extermination of the Jews in Palestine. New York: Enigma. ISBN 978-1-929631-93-3.
- Marrus, Michael (2000). The Holocaust in History. Toronto: Key Porter. ISBN 978-1-55263-120-1.
- Mayer, Arno J (1988). Why Did The Heavens Not Darken?. New York: Pantheon. ISBN 978-0-394-57154-6.
- Rees, Laurence (1997). The Nazis: A Warning From History. Foreword by Sir Ian Kershaw. New York: New Press. ISBN 978-1-56584-551-0.
- Rhodes, Richard (2002). Masters of Death: The SS-Einsatzgruppen and the Invention of the Holocaust. New York: Vintage Books. ISBN 978-0-375-70822-0.
- Shelach, Menachem (1989). „Sajmište: An Extermination Camp in Serbia”.  Ур.: Marrus, Michael Robert. The Victims of the Holocaust: Historical Articles on the Destruction of European Jews. 2. Westport, CT: Meckler.
- Segev, Tom (2010). Simon Wiesenthal: The Life and Legends. New York: Doubleday. ISBN 978-0-385-51946-5.
- Shirer, William L. (1960). The Rise and Fall of the Third Reich. New York: Simon & Schuster. ISBN 978-0-671-62420-0.
- Smelser, Ronald; Davies, Edward (2008). The Myth of the Eastern Front: The Nazi-Soviet War in American Popular Culture. Cambridge: Cambridge University Press. ISBN 978-0-521-83365-3.
- Streim, Alfred (1989). „The Tasks of the SS Einsatzgruppen”.  Ур.: Marrus, Michael. The Nazi Holocaust, Part 3, The "Final Solution": The Implementation of Mass Murder, Volume 2. Westpoint, CT: Meckler. стр. 436—454. ISBN 978-0-88736-266-8.
- Weale, Adrian (2010). Army of Evil: A History of the SS. New York; Toronto: Penguin Group. ISBN 978-0-451-23791-0.
- Weinberg, Gerhard (2011). „Some Myths of World War II” (PDF). Journal of Military History (75): 701—718. Приступљено 2. 4. 2013.

### Онлајн извори
- Edeiken, Yale F. (22. 8. 2000). „Introduction to the Einsatzgruppen”. Holocaust History Project. Архивирано из оригинала 09. 01. 2013. г. Приступљено 10. 1. 2013.
- „Einsatzgruppen case” (PDF). Trials of War Criminals before the Nuernberg Military Tribunals under Control Council Law No. 10 (PDF). Green Series. Volume 4. Nürnberg. 1946— April 1949. Проверите вредност парамет(а)ра за датум: |date= (помоћ) (also available in a well indexed HTML version at Mazel library)
- Krumenacker, Thomas (7. 4. 2006). „Nazis Planned Holocaust for Palestine: historians”. Red Orbit. Архивирано из оригинала 27. 11. 2011. г. Приступљено 3. 4. 2013.
- Team, LEO Dictionary. „LEO Deutsch-Englisches Wörterbuch "einsatzgruppe"” (на језику: German). Dict.leo.org. Приступљено 10. 1. 2013.
- „Nuremberg Trial Proceedings, Volume 20, Day 194”. The Avalon Project. Yale Law School Lillian Goldman Law Library. Приступљено 10. 1. 2013.
- Rabitz, Cornelia (21. 6. 2011). „Biography of Nazi criminal meets resistance from small German town”. dw.de. Deutsche Welle. Приступљено 28. 3. 2013.
- „Reflections on the Holocaust: "The Einsatzgruppen"”. Encyclopaedia Britannica. Приступљено 10. 1. 2013.
- „Book review: Tasks of the Einsatsgruppen by Alfred Streim”. Museum of Tolerance Online Multimedia Learning Center, Annual 4, Chapter 9. Los Angeles: Simon Wiesenthal Center. Архивирано из оригинала 26. 08. 2012. г. Приступљено 6. 5. 2013.